# Renfe Alquiler de Material Ferroviario
Renfe Alquiler de Material Ferroviario, S.M.E. S.A., más conocida como Renfe Alquiler, es una empresa pública española, filial del Grupo Renfe, dedicada al alquiler y venta de material rodante de la operadora. El servicio de arrendamiento incluye el mantenimiento integral de las unidades.

## Historia
Como parte de la liberalización del transporte ferroviario en España, Renfe Operadora se dividió en cuatro sociedades anónimas de su propiedad, dando lugar a la creación de Renfe Alquiler de Material Ferroviario, S.M.E. S.A. el 11 de diciembre de 2013.

## Material rodante
Entre los principales clientes se encuentran Go Transport, Low Cost Rail y Continental Rail. 
En diciembre de 2022 cerró una operación de arrendamiento de veintiún trenes diésel del modelo Coradia Lint 41, que son propiedad de Alpha Trains,   con Leo Express.
A 8 de junio de 2023, la flota de locomotoras de Renfe Alquiler consiste en las siguientes unidades:
| Serie      | En propiedad | Disponibilidad | Constructor                                 | Incorporación a la flota | Notas                      |
| ---------- | ------------ | -------------- | ------------------------------------------- | ------------------------ | -------------------------- |
| Serie 253  | 4            | —              | Bombardier Transportation                   | 2008                     | Todas alquiladas.          |
| Serie 269  | 3            | 3              | CAF, Mitsubishi (MELCO), WESA, GEE, Ateinsa | 1973                     | [ 5 ]                      |
| Serie 319  | 10           | 2              | MACOSA, General Motors, Meinfesa, Alstom    | 1985                     | Reformadas por MACOSA.     |
| Serie 333  | 12           | 3              | Macosa, General Motors, NOHABAlstom         | 2002                     | Reformadas por Alstom.     |
| Serie 1600 | 6            | 2              | MTM, Alsthom                                | 1981                     | Unidades de ancho métrico. |